# Michelle Nassef
Michelle Nassef  (Caracas 8 de agosto de 1995) es una actriz venezolana.

## Biografía profesional
Michelle Nassef es una joven de ascendencia árabe gracias a los orígenes de su madre. Es hija única, pero su familia es muy numerosa, con muchas tías y primos. Su infancia la disfrutó plenamente, era muy juguetona, solía inventar sus propios juegos y se divertía con sus muñecas Barbies.
Desde los 4 años ingresó a Venevisión, participando en un unitario. Igualmente, desde pequeña ha modelado para la agencia de su madre. En la actualidad, mientras cumple con sus compromisos artísticos, cursa el séptimo grado de bachillerato y espera con ansías graduarse para comenzar sus estudios universitarios. Durante su tiempo libre a Michelle le gusta ir a la playa, al cine, a fiestas, salir a centros comerciales y navegar por la Internet.

## Filmografía
| Año       | Televisión                          | Personaje                   |
| --------- | ----------------------------------- | --------------------------- |
| 2001      | Más que amor, frenesí - Televisión  | Michelle                    |
| 2001-2002 | Guerra de mujeres - Televisión      | Corina Botero Rincón        |
| 2002      | Las González - Televisión           | Rosa "Rosita" Mora González |
| 2004-2005 | Sabor a ti - Televisión             | Karina Lombardi Alarcón     |
| 2009      | Los misterios del amor - Televisión | Jimena Pimentel             |